# Тупољев Ту-16
Тупољев Ту-16 (НАТО назив Badger) је двомоторни бомбардер дугог долета на млазни погон руског произвођача Тупољев намењен бомбардовању циљева у позадини непријатеља. Рад на пројекту је започет почетком педесетих година, а први лет прототипа био је 27. априла 1952. године, а уведен је у службу већ 1954. године. На бази овог авиона, конструисан је први совјетски путнички авион на млазни погон Ту-104.

## Пројектовање и развој
Крајем 40-их и почетком 1950-их година Совјетски Савез је знатно заостајао за САД-ом и В. Британијом у стратешкој авијацији. Имао је само један велики бомбардер Тупољев Ту-4 развијен на бази Боинга B-29. На основу студије ЦАГИ института „Иситивање карактеристика лета тешких млазних авиона са стреластим крилима“, у бироу Тупољева (ОКБ-156) су резултати ове студије послужили још 1948. године, за дефинисање основе за пројект бомбардера на млазни погон Ту-16, (радни назив Ту-88). Развојем изузетно моћних млазних мотора Микулин ПМ-3, омогућен је и подстакнут развој овог бомбардера на млазни погон. Прототип је први пут полетео 27. априла 1952. године, а већ 1954. године уведен је у наоружање ратног ваздухопловства Совјетског Савеза. Први пут је приказан јавности Првог маја 1954. године на Првомајској паради у Москви.

## Технички опис
Авион Тупољев Ту-16 је потпуно металне конструкције, нискококрилац са два млазна мотора који су постављени у корену крила. Мотори су Микулин АМ-3, при кочењу авиона на писти користећи падобран зауставни пут износи свега 400 метара. Авион има увлачећи стајни трап система трицикл, предња носна нога има два точка са гумама ниског притиска, а задње ноге које представљају и основне, се налазе испод крила авиона и свака има по 4 точкова са нископритисним гумама. Авион има укупно 10 точкова који му омогућавају безбедно слетање и на лоше припремљеним пистама. Свестран дизајн авиона Ту-16 омогућио је дуги низ година ефикасно коришћење и широку примену. Стога су у току експлоатационог века настале многе варијанте ових авиона.

## Варијанте авиона Тупољев Ту-16
- Ту-16  - први производни модел бомбардера наоружан конвенционалним и нуклеарним слободно падајућим бомбама,
- Ту-16К - варијанта авиона за трагање и спашавање,
- Ту-16Н - авиони за допуњавање горивом у лету,
- Ту-16Г - школска варијанта за обуку пилота,
- Ту-16Т - морнаричка варијанта авиона Ту-16А наоружана торпедима,
- Ту-16К - варијанта авиона Ту-16А ракетоносац (били је неколико варијанти),
- Ту-16Р - извиђачка варијанта авиона Ту-16А,
- Ту-16ПП - електронско извиђање и ратовање.

## Наоружање (Ту-16)
Мада је Ту-16 пројектован као класичан бомбардер (бомбардује слободно падајућим бомбама) већ половином 50-их година овај авион је наоружан првобитним верзијама совјетских крстарећих ракета КС-1 која је могла бити опремљена класичном или нуклеарном бојевом главом. Ово оружје је било пре свега намењено за борбу против америчких носача авиона или других великих површинских бродова. Касније су Ту-16 били опремљени знатно напреднијим пројектилима, од којих није било ефикасне одбране. Тако је овај авион од класичног бомбардера постао ракетоносац. На тај начин је био далеко безбеднији јер су му ракете биле већег домета од радијуса већине ловаца, са којима је могао доћи у конфликт. Бомбе и торпеда се смештају у утробу авиона а ракете се каче на носаче испод крила авиона.
Наоружање:
- 1 до 2 ракета (максимално до 9 тона)
- Нуклеарне бојеве главе снаге од 20 до 50
- Конвенционалне бомбе (слободно падајуће тежина од 1.500 до 9.000kg)
- Седам топова ГШ-23, 23 mm, смештених један у носу, по два на горњој и доњој површини трупа и репу авиона за власту одбрану.

## Оперативно коришћење
Авион Тупољев Ту-16 је произвођен од 1954. до 1960. године и произведено је укупно 2.000 примерака ових авиона. Производња се одвијала истовремено у три фабрике 1. У фабрици авиона No 18 у Самари, 2. У фабрици авиона No 22 из Казања и 3. у фабрици авиона No 64 из Вороњежа. Имао је посаду од 5 чланова: пилот, навигатор, и три стрелца, један од стрелаца је био истовремено и радио оператер, док је навигатор био оператор наоружања (нишанџија). Постојале су варијанте авиона са различитим бројем посаде од наведеног што је зависило од намене авиона али и од опремљености самог авиона.

### коришћење у свету
Ту-16 се по Совјетској лиценци производио и у Кини тамо је носио ознаку Х-6. Сматра се да су ови авиони у Кини још у оперативном стању. Од осталих земаља извезен је у Египат, Ирак и Индонезију. Након распада Совјетског Савеза у посед ових авиона су дошле следеће земље: Азербејџан, Белорусија, Грузија, Јерменија и Украјина. У већини ових земаља као и у Русији овај авион је избачен из употребе половином 90-их година.

## Земље које користе или су користиле овај авион
| - Јерменија - Азербејџан - Белорусија - Кина - Египат - Грузија | - Индонезија - Ирак - СССР - Русија - Украјина |